# Kabinett Osttimors (1975)

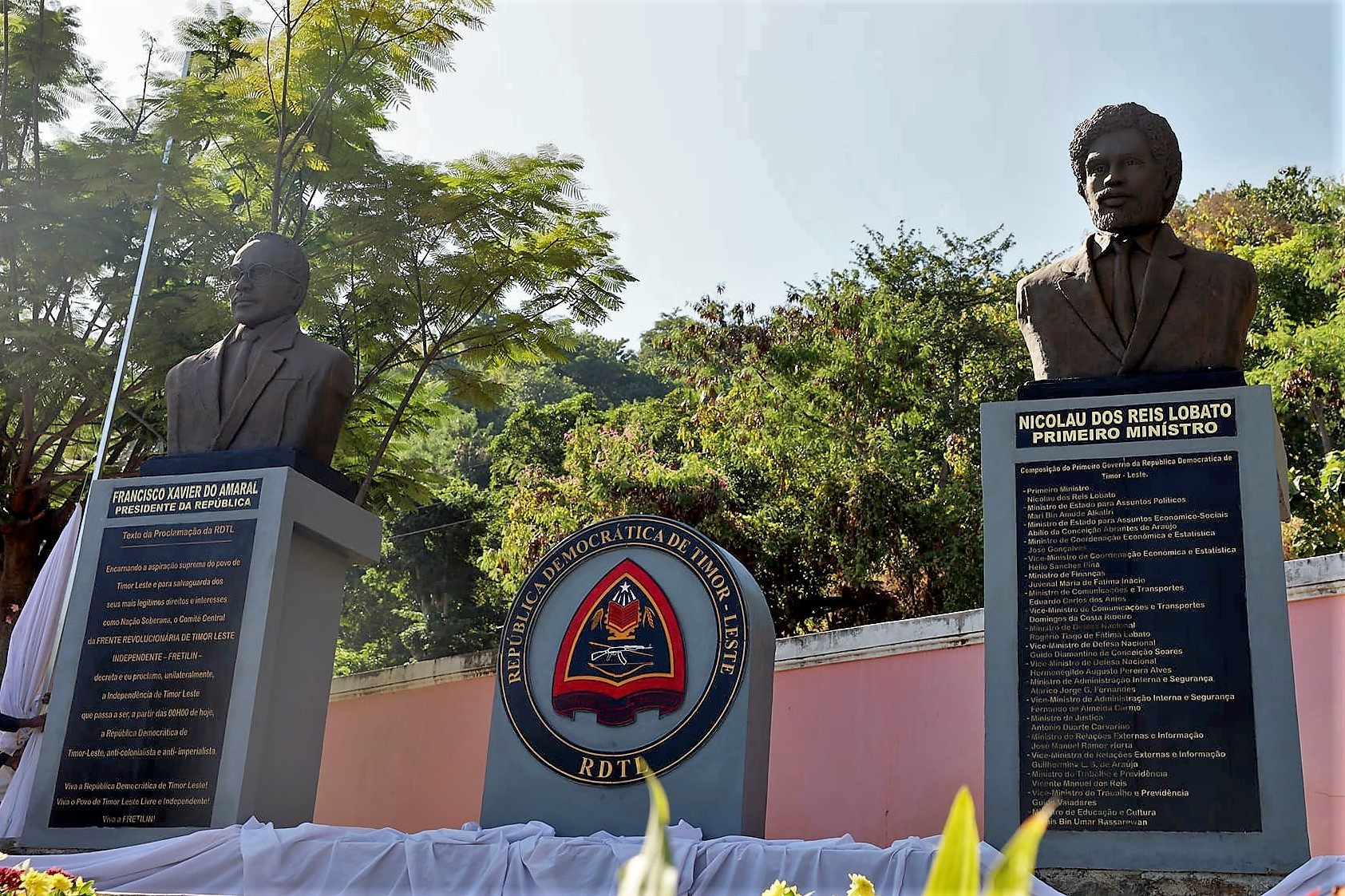
Denkmal für die erste Regierung Osttimors (2022)

Das Kabinett Osttimors von 1975 wurde vom Zentralkomitee der FRETILIN am 30. November 1975 aufgestellt, nachdem die Partei zwei Tage vorher einseitig die Unabhängigkeit Portugiesisch-Timors und die Demokratische Republik Timor-Leste ausgerufen hatte.

## Hintergrund
Chef des Kabinetts war Premierminister Nicolau dos Reis Lobato unter Staatsoberhaupt Präsident Francisco Xavier do Amaral.
Mit der Ausrufung der Unabhängigkeit wollte die FRETILIN um internationale Unterstützung werben, um die Invasion durch Indonesien aufzuhalten, doch am 7. Dezember starteten die Streitkräfte Indonesiens  einen großangelegten Angriff auf die Hauptstadt Dili und andere Ziele im Land. Ein Teil der Regierung Osttimors floh in die Berge und führte einen Guerillakrieg gegen die Besatzer. Andere, wie der Außenminister José Ramos-Horta, Marí Bin Amude Alkatiri, Abílio Araújo und Rogério Lobato warben im Ausland um Unterstützung Osttimors gegen die Invasoren.
Mit dem APODETI-Mitglied Arnaldo dos Reis Araújo als Präsidenten wurde von Indonesien am 17. Dezember 1975 die Provisorische Regierung Osttimor (PGET, Indonesisch: Pemerintah Sementara Timor Timur, PSTT) als Marionettenregierung aufgestellt. Am 31. Mai 1976 annektierte Indonesien Osttimor offiziell als seine 27. Provinz Timor Timur.
Erst 1999 wurde auf internationalem Druck ein Unabhängigkeitsreferendum in Osttimor durchgeführt. Nach einer letzten Gewaltwelle übernahmen die Vereinten Nationen die Verwaltung Osttimors. Unter ihr wurde ein neues Kabinett Osttimors aufgestellt. Osttimor wurde am 20. Mai 2002 wieder in die Unabhängigkeit entlassen.

## Mitglieder

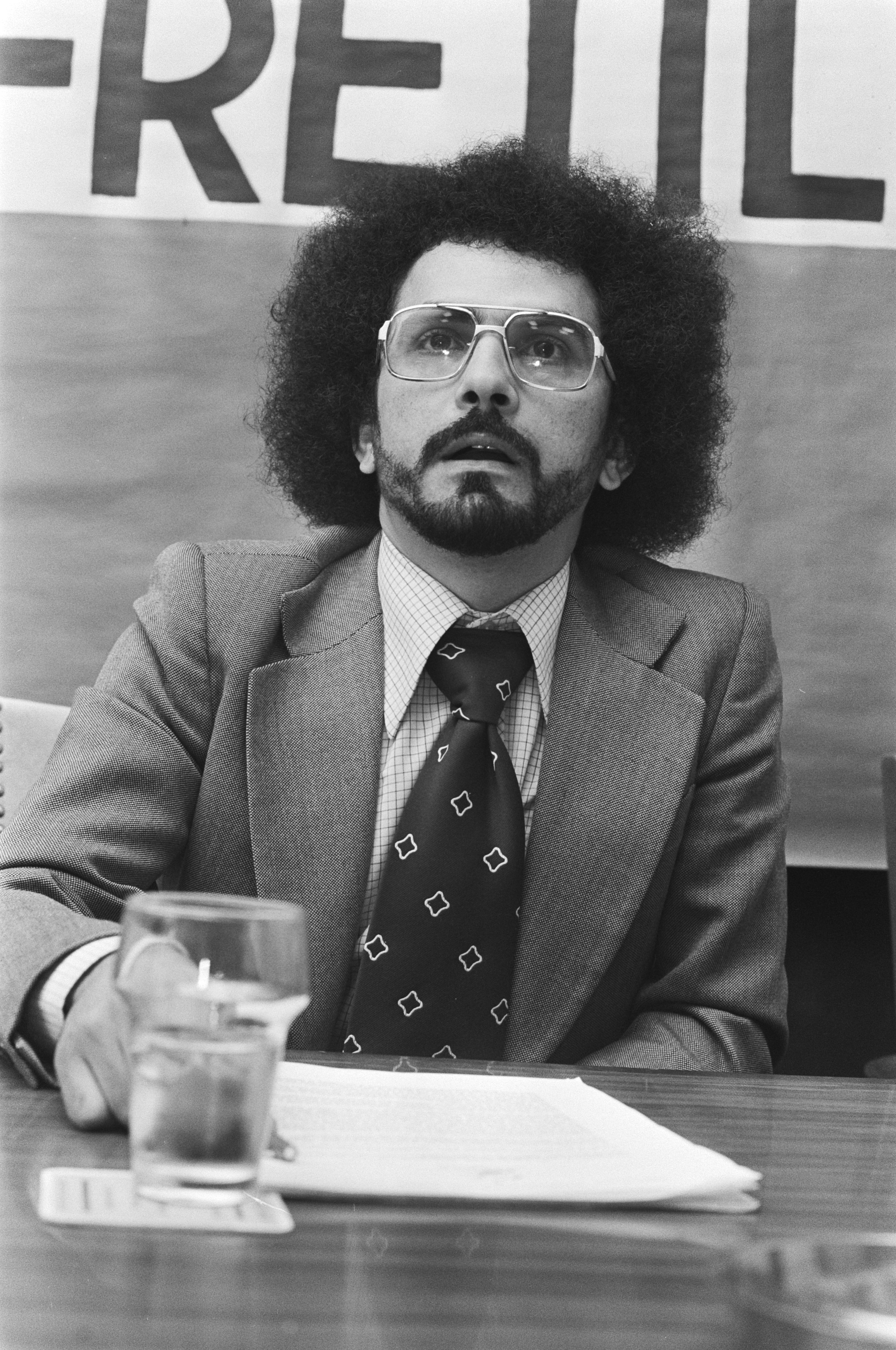
Außenminister José Ramos-Horta 1976 in Amsterdam

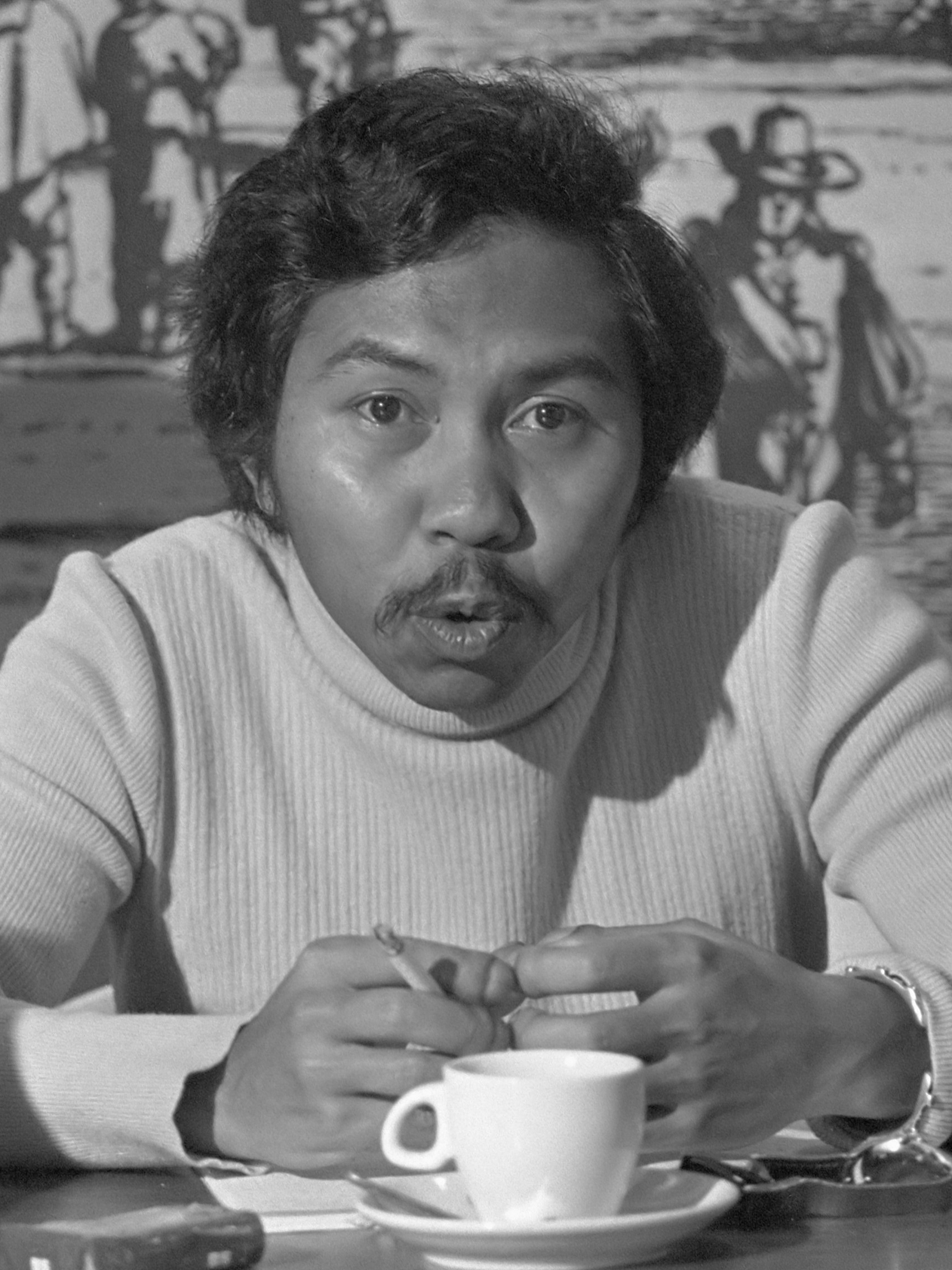
Wirtschafts- und Sozialminister Abílio Araújo im Oktober 1975 in Den Haag

| Kabinett von 30. November 1975            |                                                                       |
| Name                                      | Posten                                                                |
| Nicolau dos Reis Lobato                   | Premierminister                                                       |
| Minister                                  |                                                                       |
| José Gonçalves, parteilos                 | Minister für wirtschaftliche Koordination und Statistik               |
| Juvenal Maria de Fátima Inácio (Sera Key) | Finanzminister                                                        |
| Eduardo Carlos dos Anjos (Kaku'uk)        | Minister für den öffentlichen Dienst, Transport und Kommunikation     |
| Rogério Lobato                            | Minister für Nationale Verteidigung                                   |
| Alarico Fernandes                         | Minister für Information, Inneres und Sicherheit                      |
| António Duarte Carvarino (Mau Lear)       | Minister für Justiz                                                   |
| José Ramos-Horta                          | Minister für Auswärtige Angelegenheiten                               |
| Vicente dos Reis (Bie Ky Sahe)            | Minister für Arbeit                                                   |
| Hamis Bin Umar Bassarewan (Hata)          | Minister für Bildung und Kultur                                       |
| Marí Bin Amude Alkatiri                   | Minister für Politische Angelegenheiten                               |
| Abílio Araújo                             | Minister für Wirtschaft und Soziales                                  |
| Vizeminister                              |                                                                       |
| Hélio Sanches Pina (Mau Kruma)            | Vizeminister für wirtschaftliche Koordination und Statistik           |
| Domingos da Costa Ribeiro                 | Vizeminister für den öffentlichen Dienst, Transport und Kommunikation |
| Hermenegildo Augusto Pereira Alves        | Vizeminister für Nationale Verteidigung                               |
| Guido Diamantino Soares                   | Vizeminister für Nationale Verteidigung                               |
| Fernando de Almeida do Carmo              | Vizeminister für Information, Inneres und Sicherheit                  |
| Guilhermina L.S. de Araújo                | Vizeministerin für Auswärtige Angelegenheiten                         |
| Guido Valadares                           | Vizeminister für Arbeit und Soziales                                  |
| Eduardo Ximenes                           | Vizeminister für Gesundheit                                           |